# Яйк, Юхан
Юхан Яйк (Juhan Jaik) (13 января 1899 — 10 декабря 1948) — эстонский детский и юношеский писатель.
Родился в Вырумаа в городе Сянна, вырос в деревне Роосики. В 1913 году окончил семилетнюю школу Министерства просвещения в селе Тсоору.
С 1915 по 1917 год жил в Поволжье, работал конторским служащим. В этот период начал писать стихи. В 1917 году вернулся в Эстонию, в Таллин, и поступил в среднюю школу, которую окончил в 1920 году.
В 1920—1924 гг. работал в издательстве. В 1924—1926 гг. редактор газеты Eesti Päevaleht. В 1926—1927 гг. проходил службу в Союзе обороны Эстонии (Kaitseliit). С 1928 по 1935 г. работал в газете Postimees («Почтальон»). В 1936—1940 гг. референт в министерстве образования Эстонии.
Во время немецкой оккупации редактировал районную газету Võrumaa Teataja. В декабре 1941 года организовал похороны поэта Игоря Северянина на православном Александро-Невском кладбище Таллина.
В 1944 году уехал из Эстонии в Германию и оттуда во Францию, а затем в Швецию, где поселился в городе Норрчёпинг.
Умер в Стокгольме 10 декабря 1948 года.
В Таллине на доме № 10 по улице Кундера, в котором он жил, 13 сентября 2019 года была установлена мемориальная доска.
Литературный дебют Юхана Яйка состоялся в 1924 году, когда вышли в свет сборники стихотворений «Колокол церкви Рыуге» и новелл «Рассказы Вырумаа». Затем было издано ещё 6 сборников произведений:
- Kaamelid pasunapuhujatega (новеллы, 1928)
- Uhuu jutustused (книга для юношества, 1929)
- Pombi ja Üdsimärdi nõiad (книга для юношества, 1932)
- Hunt (книга для детей, 1942)
- Nõiutud Tuks (книга для детей, 1944)
- Kuldne elu (сборник новелл, 1946).

В советское время произведения Юхана Яйка на русский язык не переводились в связи с его не совсем безупречной биографией. Но на эстонском языке в 1980 году огромным для небольшой республики тиражом была издана книга:
- Kaarnakivi : valimik tondi- ja loomajutte. Tallinn : Eesti Raamat, 1980. 255 lk (Eesti lastekirjanduse varamust). (Волшебный камень: Сб . рассказов о дьяволах и животных. [Для сред. и ст. школ. возраста] /Юхан Яйк; [Худож. Э. Вийральт]. Таллин : Ээсти раамат, 1980. 255 с . , ил .; 20 см. 50 000 экз.)

Также выходили детские книжки.
Семья: жена (с 1927 года) — Вильгельмина Канарик, четверо детей.